# 오라 배틀러 전기
"오라 배틀러 전기" (オーラバトラー戦記)는 1986년부터 1992년에 걸쳐서 잡지 "야성시대"에 발표되었던 토미노 요시유키의 판타지소설. 단행본은 카도카와쇼텐 (카도카와 노벨즈)에서 전 11권이 간행되었다. 이하, 이 카도카와 노벨즈 판에 근거해서 설명한다.

## 개요
간결하게 말하면, TV 애니메이션 "성전사 단바인"을 대폭 재구성한 소설화 작품이다. 크게 나누어서 1∼4권의 "단바인" 이전 역사, 6∼7권의 지상 편, 8권 이후의 최종 막으로 구성되고, 특히 단바인 이전 역사는 TV 판에서는 이야기되지 않고 있는 부분이다.
초기 권에서는 전작 소설 "린의 날개"을 계승해서, 격한 성 묘사나 잔혹한 묘사가 존재하지만, 그것들은 점차로 엷어져 간다 (초기 단계에서도 린의 날개에 비교하면 부드러워져 있다). 장편이기 때문에, 시간 경과에 관해서 등, 설정에 모순이 생겨 있는 부분이 있다.

### 등장 인물에 대해서
"성전사 단바인"과 이름이 같은 인물이 많이 존재하지만, 세부적인 설정은 다르다. "단바인"에 등장하지 않는 인물 이름도 많이 있지만, 대부분은 비슷한 설정에 다른 인물로서 등장하고 있다. 나 나라에 대해서는 언급은 되지만, 관계되는 인물, 기계 등은 일체 등장하지 않는다. 등장인물 수가 보통이 아닌 것도 특징이다.

#### '성전사 단바인'에도 등장하는 인물
마벨 프로즌, 쇼트 웨폰, 드레이크 루프트, 리믈 루프트, 루저 루프트, 번 바닝스, 가랄리아 냠히, 참 화우, 토로, 니 기븐, 킨 키스, 쟈코바 아온

### 지상계와 바이스톤 웰의 시간차이
이야기의 초반에 쇼트는, 바이스톤 웰에 3년 전에 내려와 있었지만, 죠크의 증언을 통해서 지상에서는 10년이 경과했다는 것을 알았다,라고 하고 있다. 그러나, 이야기 중반에 주인공이 지상에 되돌아왔을 때에, 바이스톤 웰에서 3년 이상 경과하고 있는 사이에 지상에서는 1년 남짓밖에 경과하지 않고 있다,라고 하는 반대의 묘사도 있다.

## 스토리
주인공은 "성전사 단바인"의 주인공 쇼 자마가 아니고, 죠크 (城毅)이다. 미국 유학 중이던 죠크는, 대학 후배이자 여자친구인 타무라 미이나와 오토바이에 둘이서 타고 있다가 사고를 당하고, 바이스톤 웰에 소환되어버린다 (당초는 죠크만이 소환된 것이라고 생각하고 있었다). 소환 후에는 드레이크를 따라, 전우인 번, 가랄리아와 함께 가로우 랑 섬멸에 힘쓴다.
4권으로부터 3년 후인 5권 이후는 "단바인"과 같이, 드레이크의 행동에 의문을 가지고 배반, 적대한다. 5권 최후에 과거의 전우인 번, 가랄리아와의 전투 중에 오라 로드를 지나고, 6권에 지상계로 나아간다.
8권 이후는 "단바인"과는 달리, 지상계가 아니고 바이스톤 웰 안에서 이야기가 진행된다.

## 주된 등장 인물
죠 타케시 (城毅, 통칭 죠크)
본 작품의 주인공. 지상인. 대학 2학년 여름방학을 이용해, 비행기 라이센스를 취득하기 위해서 도미해 있었다. 정이 많은 성격. 현지에서 타무라 미이나와 함께 오토바이 사고를 당하고, 바이스톤 웰에 들어간다.
타무라 미이나 (田村美井奈, 통칭 미이나, 미이)
지상인. 성적 본능을 그대로 따르는 타입. 미국 여행을 핑계 삼아서 유학 중인 죠크를 쫓아가, 육체관계를 가진다. 오토바이 사고를 당하고, 바이스톤 웰에 들어갔을 때에 죠크와 생이별이 된 뒤, 기억을 상실한다. 니의 영지에 있었지만, 가로우 랑에게 유괴되어 동료가 된다. 살해될 때까지 기억 상실이었지만, 본성은 바뀌지 않고, 가로우 랑 상대로 성교를 요구하거나 하고 있었다. 최후에 기억이 되돌아오고, 현실과 꿈의 구별이 되지 않은 채, 기이 구가와 싸우고 있었던 죠크를 구하기 위해서 가세했지만, 오히려 당해서 사망한다.
쇼트 웨폰
미국 출신의 지상인. 이야기 초반보다 3년 더 전에 바이스톤 웰에 왔고, 오라 머신을 개발한다. 표표한 성격. 애니메이션과는 달리 노인이며, 최후까지 드레이크의 밑에 있었다.
마벨 프로즌
미국 출신의 지상인. 2권에서 토렌과 함께 소환된다. 나중에 니와 결혼한다.
토렌 아스베아
프랑스 출신의 지상인. 한번 가로우 랑에 유괴되었지만, 탈출 후는 쇼트와 함께 오라 머신의 개발에 힘쓴다. 오라 배터리 등을 발안했다.
드레이크 루프트
아 나라의 왕 ("단바인"에서는 일개 지방영주에 지나지 않는다). 전처 알리시아 사후에 루저와 재혼한다.
알리사 루프트
드레이크와 전처 아리시아의 아이. 가로우 랑에게 유괴되었을 때에 어머니 알리시아를 잃는다. 구출 이후 죠크와는 내연관계가 된다. 이야기 종반 가까이에 아버지 드레이크를 살해하려고 하지만 실패, 그 후 번의 등장에 의해 목숨은 건졌지만, 좌천되었다.
알리시아 루프트
드레이크의 전처. 가로우 랑에 살해되었다.
루저 우르 (후에 루프트)
우르 나라의 여왕. 왕의 사후, 가로우 랑으로부터 나라를 지키기 위해서 드레이크와 정략 결혼한다.
리믈 우르 (후에 루프트)
루저의 딸. "단바인"과는 달리 루저가 데려온 의붓자식이다. 이야기 종반에 "단바인"처럼, 어머니 루저에 의해 도끼로 얼굴을 맞아서 사망했다.
번 바닝스
4권까지는 죠크와 함께 싸웠다. 그보다도 힘을 가진 코몬인이 많이 존재했기 때문에, "단바인"과는 달리 죠크와는 맞서지 않고, 정화 시에 노화한다. 사려 깊고 현명한 성격이지만, 조금 멍청이 기미가 보인다. 지상계로부터 귀환했을 때에 지상의 기계를 가지고 온다 (다만, 가랄리아가 앨리스 랜드에서 입수한 라이트가, 반이 손에 들어간 걸로 되어 있다).
가랄리아 냠히
드레이크 군의 여기사. "단바인"과는 달리 죠크에게 강한 호의를 가지고 있지만, 왕녀인 알리사의 존재 때문에 억제하고 있었다. 지상계로부터 귀환하기 전에 치명상을 받고, 7권에서 한번 사망하지만, 8권에서는 왠지 모르게 생존해 있고, 오라 로드에 의해 몸을 분해, 확산 당해서 2번째로 죽는다.
스텔라
번의 정부. 번으로부터 가게를 받았다. 좋은 성격과 부지런함을 겸비한 여성. 이야기 종반 가까이에는 번을 뒤쫓는다.
참 화우
5권에서 쿠스탕가의 언덕에 온 미제나에 말려든 일로 행동을 함께 하게 된다.
토로
스텔라의 가게의 단골 손님인 페라리오. 그 이름은 스텔라가 번을 뒤쫓았을 때에 암호로서 사용되었다.
니 기븐
아 나라의 기사이지만, 죠크가 나타남에 따라 가신이 된다.
킨 키스
"단바인"과는 달리, 니의 수많은 가신 중 한 사람이라는 입장이다.
메트 라이언
킨과 사이가 좋은 승무원.
기이 구가
가로우 랑의 대표. 가로우 랑으로서는 드물게 아름다운 얼굴 생김새와 높은 지성을 소유하고 있지만, 성격은 잔학 그 자체이다.
헬레나
카토그라를 조종한 가로우 랑.
칸도와
뮤란
가로우 랑.
나카토미 아야코 (中臣 杏耶子)
지상계의 여성. 영감 같은 것이 강해서, 일시적으로 지상계에 귀환한 직후의 죠크의 존재를 감지하고, 흥미본위로 접촉한다. 이후, 죠크가 바이스톤 웰에 돌아 갈 때까지 지원해준다.
쟈코바 아온
사란 마키
드레이크 루프트의 밑에서 본의 아닌 포로가 되어 있는 에 페라리오. 물 감옥에 억류되어 있었다. 죠크 등을 바이스톤 웰에 소환했다. 성적으로 분방해서, 토렌과 성교를 한 적도 있다.
자나도 보죤
토모요 아슈
아이린츠
포이존 고우
피네간 한므
팟후트 한므
엘레 한므
미한 캄
소토로
키무치

## 오라 머신
이야기 초기에는 오라 밤 도메 밖에 존재하지 않지만 당시로서는 압도적 전력을 가지고 있다. 2권부터 카토그라I이 완성. 5권 이후는 드레이크, 쇼트, 번이 기술을 유출시켰기 때문에 수많은 오라 머신이 등장한다. 자세한 내용은 오라 머신 목록참조.

## 게재 권
| 권   | 게재 호              | 제목                   | 커버 그림 본문 일러스트 |
| 1권  | 1986년 10월호        | 아 나라의 사랑         | 이즈부치 유타카         |
| 2권  | 1987년 6월호         | 전사 미이나            | 이즈부치 유타카         |
| 3권  | 1988년 5월호∼6월호   | 가로우 랑 사인         | 이즈부치 유타카         |
| 4권  | 1988년 11월호        | 기 격퇴                | 加藤洋之&後藤啓介       |
| 5권  | 1989년 7월호         | 반란                   | 加藤洋之&後藤啓介       |
| 6권  | 1989년 11월호        | 연착륙                 | 加藤洋之&後藤啓介       |
| 7권  | 1990년 10월호∼11월호 | 토쿄 상공              | 加藤洋之&後藤啓介       |
| 8권  | 1991년 7월호         | 머신 증식              | 加藤洋之&後藤啓介       |
| 9권  | 1991년 11월호        | 오라 괴란              | 加藤洋之&後藤啓介       |
| 10권 | 1992년 6월호         | 중층의 각              | 加藤洋之&後藤啓介       |
| 11권 | 1992년 9월호         | 완결편 하이퍼 호라이즌 | 加藤洋之&後藤啓介       |

## 같이 보기
- 린의 날개
- 화우 화우 이야기
- 가제의 날개
- 오라 머신 목록